# 八景島

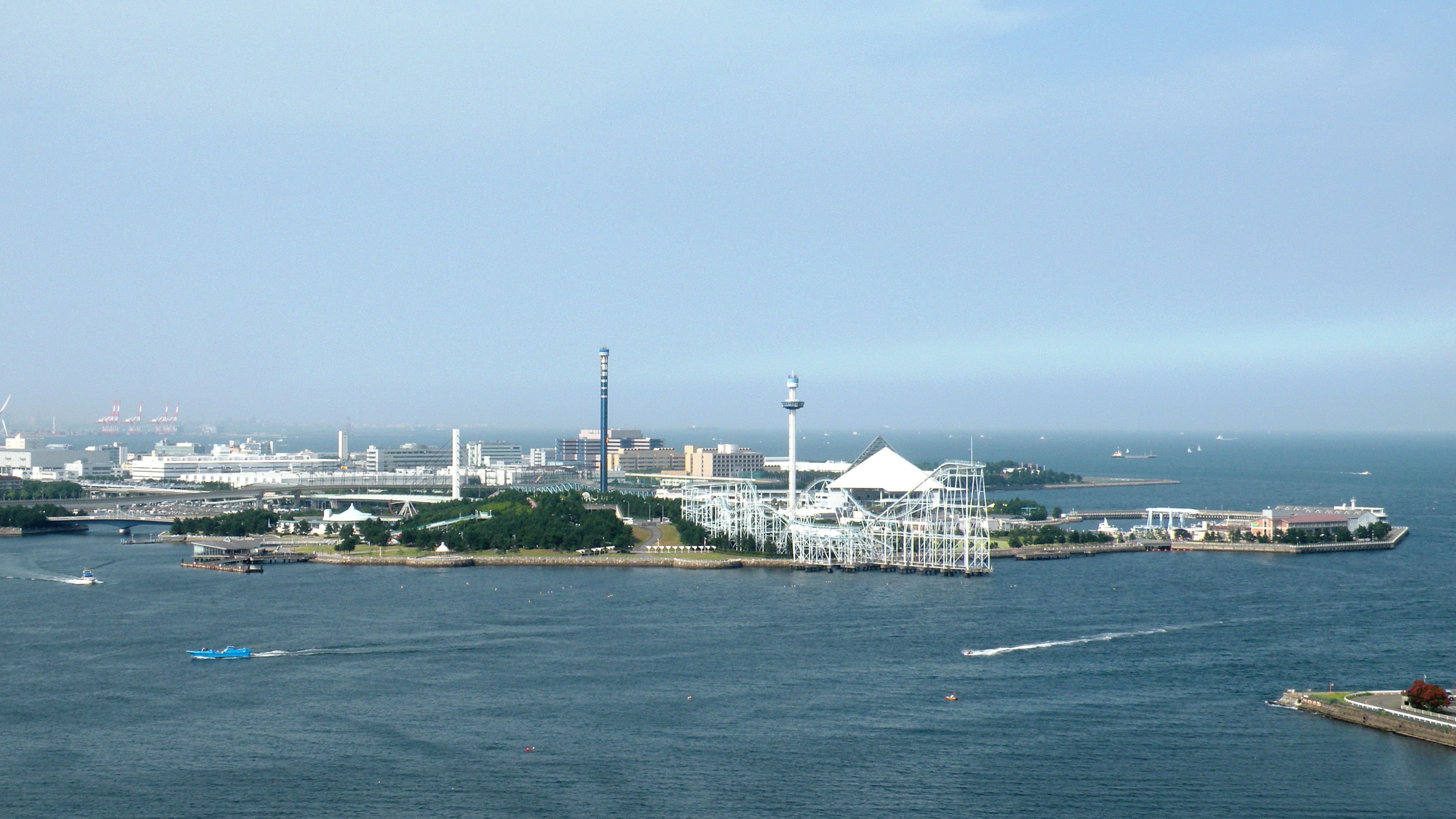

八景島（日语：／ Hakkeijima */?）是位於日本神奈川縣横濱市金澤區的一個人工島。面積約240,000平方米。八景島全島都是横濱市港灣計劃的福利設立，島上有綠地、棧橋、遊船港等設施，是市民的休閒場所。島名取自於金澤八景。